# Copa das Confederações FIFA de 2013
A Copa das Confederações (português brasileiro) ou Taça das Confederações (português europeu) FIFA de 2013 foi a nona edição da competição de futebol realizada a cada quatro anos pela Federação Internacional de Futebol (FIFA). Foi realizada no Brasil entre 15 a 30 de junho e serviu como teste para realização da Copa do Mundo de 2014.
A competição contou com a participação de oito equipes: a campeã da Copa do Mundo de 2010, os campeões continentais, e o Brasil, país-sede, além da vice-campeã europeia, Itália, pois a campeã, Espanha, já obtivera a vaga por ser campeã do mundo. Das seleções participantes quatro eram campeãs mundiais: Brasil, Espanha, Itália e Uruguai.
O Brasil derrotou a Espanha na final por 3–0 e conquistou seu quarto título da Copa das Confederações, sendo o terceiro consecutivo, após vencer as edições de 1997, 2005 e 2009. Na disputa pelo terceiro lugar, a Itália bateu o Uruguai por 3–2 na disputa por pênaltis após empate por 2–2 no tempo normal.

## Participantes
As oito seleções participantes incluiam o país-sede, o vencedor da Copa do Mundo FIFA de 2010, e todos os campeões continentais (o vice no caso da Europa).[a] Cada uma das equipes tinham direito a convocar 23 jogadores, três dos quais goleiros, até 3 de junho de 2013.
| Seleção | Confederação | Modo de qualificação                               | Data qual.              | Part. | Melhor resultado anterior   |
| ------- | ------------ | -------------------------------------------------- | ----------------------- | ----- | --------------------------- |
| Brasil  | CONMEBOL     | País-sede da Copa do Mundo de 2014                 | 30 de outubro de 2007   | 7.ª   | Campeão (1997, 2005 e 2009) |
| Espanha | UEFA         | Campeã da Copa do Mundo de 2010 e Eurocopa de 2012 | 11 de julho de 2010     | 2.ª   | 3.º lugar (2009)            |
| Japão   | AFC          | Campeão da Copa da Ásia de 2011                    | 29 de janeiro de 2011   | 5.ª   | Vice-campeão (2001)         |
| México  | CONCACAF     | Campeão da Copa Ouro da CONCACAF de 2011           | 25 de junho de 2011     | 6.ª   | Campeão (1999)              |
| Uruguai | CONMEBOL     | Campeão da Copa América de 2011                    | 24 de julho de 2011     | 2.ª   | 4.º lugar (1997)            |
| Taiti   | OFC          | Campeão da Copa das Nações da OFC de 2012          | 10 de junho de 2012     | 1.ª   | Estreante                   |
| Itália  | UEFA         | Vice-campeã da Eurocopa de 2012[a]                 | 28 de junho de 2012     | 2.ª   | Fase de grupos (2009)       |
| Nigéria | CAF          | Campeão do Campeonato Africano das Nações de 2013  | 10 de fevereiro de 2013 | 2.ª   | 4.º lugar (1995)            |

a. ^ A Espanha, campeã da Eurocopa, já estava classificada como campeã da Copa do Mundo de 2010.

## Preparativos

### Infraestrutura
Como evento-teste da Copa do Mundo, as sedes da Copa das Confederações necessitavam da conclusão antecipada de projetos de infraestrutura planejadas para o evento de 2014. As seis sedes conseguiram acelerar a implantação de serviços de acessibilidade, sinalização e centros de turismo, mas as obras de mobilidade urbana e reformas de aeroportos ficaram em sua maioria para depois do evento. Apenas dois estádios, Mineirão e Castelão, terminaram suas reformas no prazo, com o mais atrasado sendo o Maracanã, entregue incompleto para a FIFA menos de um mês antes do início do torneio.

### Marketing
Dezenove empresas atuaram como parceiras oficiais do torneio. Além de multinacionais como Coca-Cola, Adidas, Sony e Visa, houve o apoio de companhias brasileiras como AB InBev - dona da cerveja americana Budweiser, patrocinadora da Copa, e a brasileira Brahma, parceira da seleção  brasileira - e o Banco Itaú. Mesmo não sendo patrocinadora oficial, a montadora Fiat lançou o comercial "Vem pra Rua", dando início a uma campanha celebrando os eventos esportivos no Brasil.

### Venda de ingressos

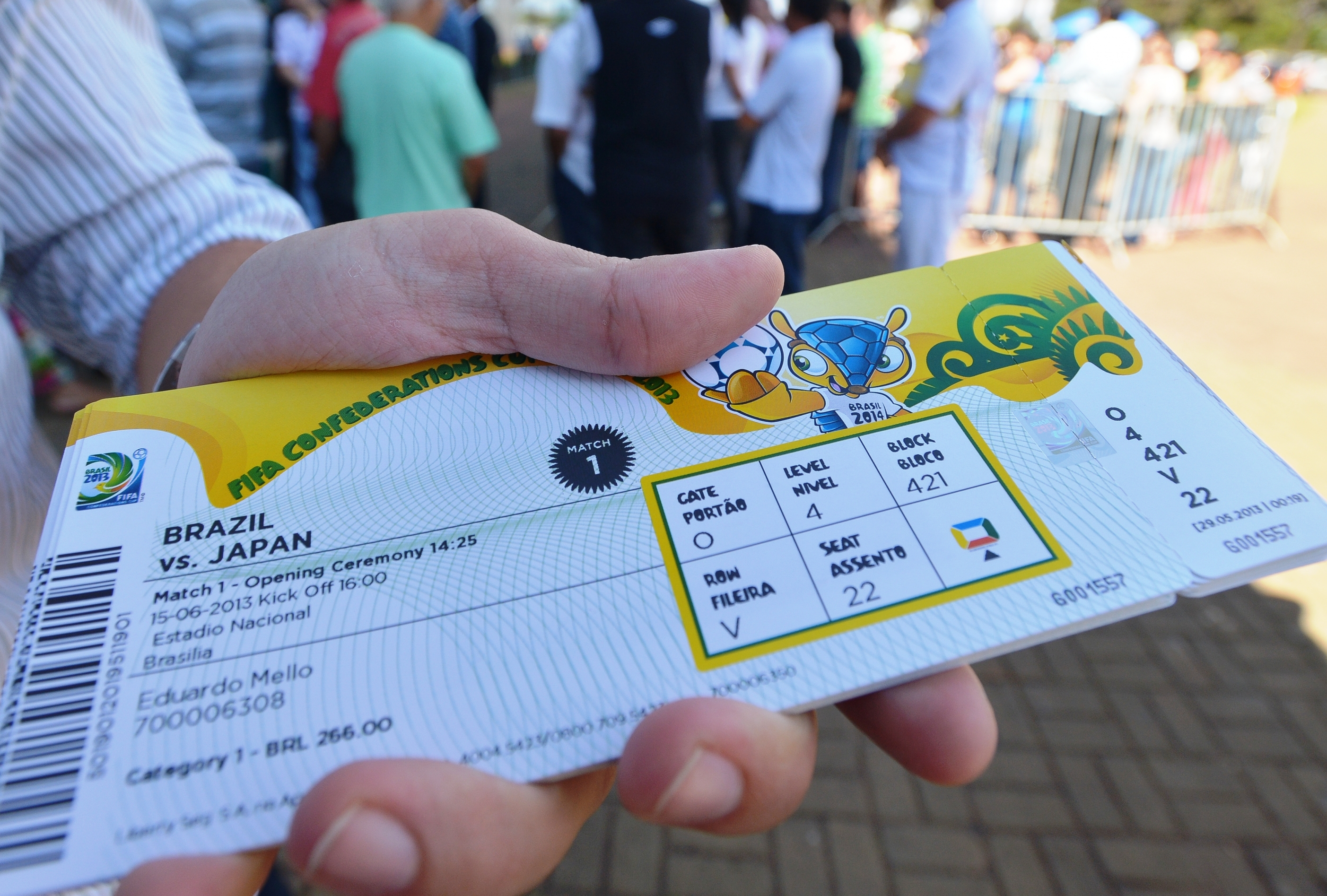
Ingresso do jogo de abertura em Brasília

Um total de 477.441 mil ingressos foram direcionados pela FIFA para o público em geral, e um número similar foi reservado a patrocinadores e autoridades em geral. Com preços entre R$ 57 e R$ 418, os ingressos foram divididos em quatro categorias, sendo que a quarta, com a faixa mais barata, era exclusiva para brasileiros. A FIFA inicialmente tinha vetado a meia-entrada, mas após extensa pressão da União Nacional dos Estudantes reservou 50 mil ingressos pela metade do preço para estudantes, idosos e beneficiários do programa Bolsa Família. Porém o lote promocional se restringiu à Categoria 4.
Às vésperas da abertura em 15 de junho, mais de 739 mil ingressos haviam sido vendidos, com esgotamento das três primeiras partidas - a abertura Brasil x Japão em 15 de junho, mais México x Itália e Espanha x Uruguai no dia 16 - mais os outros dois jogos do Brasil na primeira fase e a decisão no Maracanã.  Cerca de 73% dos ingressos foram vendidos para residentes dos seis estados-sede, com 23,5% por brasileiros de outros estados, e 2,9% por estrangeiros. O número final de ingressos vendidos foi 796.054, o segundo maior público após a edição de 1999 no México. A taxa de ocupação de 82% dos assentos disponíveis ficou apenas um por cento atrás do recorde da edição de 2005 na Alemanha. Os três maiores públicos foram no Maracanã, liderados pela final Brasil x Espanha com 73.351 espectadores. Os dois menores envolveram a seleção do Taiti, com o jogo dos taitianos contra a Nigéria em Belo Horizonte atraindo apenas 20.187 espectadores.
Público por estádio
| Estádio                   | Capacidade | Ingressos totais | Taxa de ocupação | Média por partida   | Maior público                           |
| ------------------------- | ---------- | ---------------- | ---------------- | ------------------- | --------------------------------------- |
| Maracanã (Rio de Janeiro) | 78.359     | 216.864          | 91,92%           | 72.288 (3 partidas) | 73.351 (Brasil–Espanha, Final)          |
| Fonte Nova (Salvador)     | 48.747     | 119.025          | 81,39%           | 39.675 (3 partidas) | 48.874 (Brasil–Itália, primeira fase)   |
| Castelão (Fortaleza)      | 64.846     | 158.137          | 81,29%           | 52.717 (3 partidas) | 56.083 (Espanha–Itália, semifinal)      |
| Arena Pernambuco (Recife) | 44.248     | 104.241          | 78,53%           | 34.747 (3 partidas) | 41.705 (Espanha–Uruguai, primeira fase) |
| Mineirão (Belo Horizonte) | 62.547     | 130.360          | 69,47%           | 43.453 (3 partidas) | 57.483 (Brasil–Uruguai, semifinal)      |
| Mané Garrincha (Brasília) | 70.064     | 67.423           | 81,39%           | 67.423 (1 partida)  | 67.423 (Brasil–Japão, primeira fase)    |

## Sorteio
No dia 28 de novembro de 2012, a FIFA anunciou que o Brasil e a Espanha seriam os cabeças de chave do torneio, nos grupos A e B respectivamente, e que o Uruguai seria adversário da Espanha e a Itália, do Brasil, evitando que países da mesma Confederação ficassem na mesma chave na primeira fase.
O sorteio dos participantes dos grupos ocorreu em 1 de dezembro de 2012, no Centro de Convenções do Anhembi, em São Paulo às 11 horas da manhã (horário local de verão) e foi nomeado de "Festival dos Campeões". Neste evento, foram assistentes convidados o chef Alex Atala e a supermodelo Adriana Lima, com apresentação da jornalista e apresentadora Glenda Kozlowski.
A distribuição das equipes pelos potes se deu da seguinte maneira:
| Pote A Brasil (previamente definido como A1) Espanha (previamente definida como B1) Itália Uruguai | Pote B Nigéria (ainda não definido à época do sorteio) Japão México Taiti |

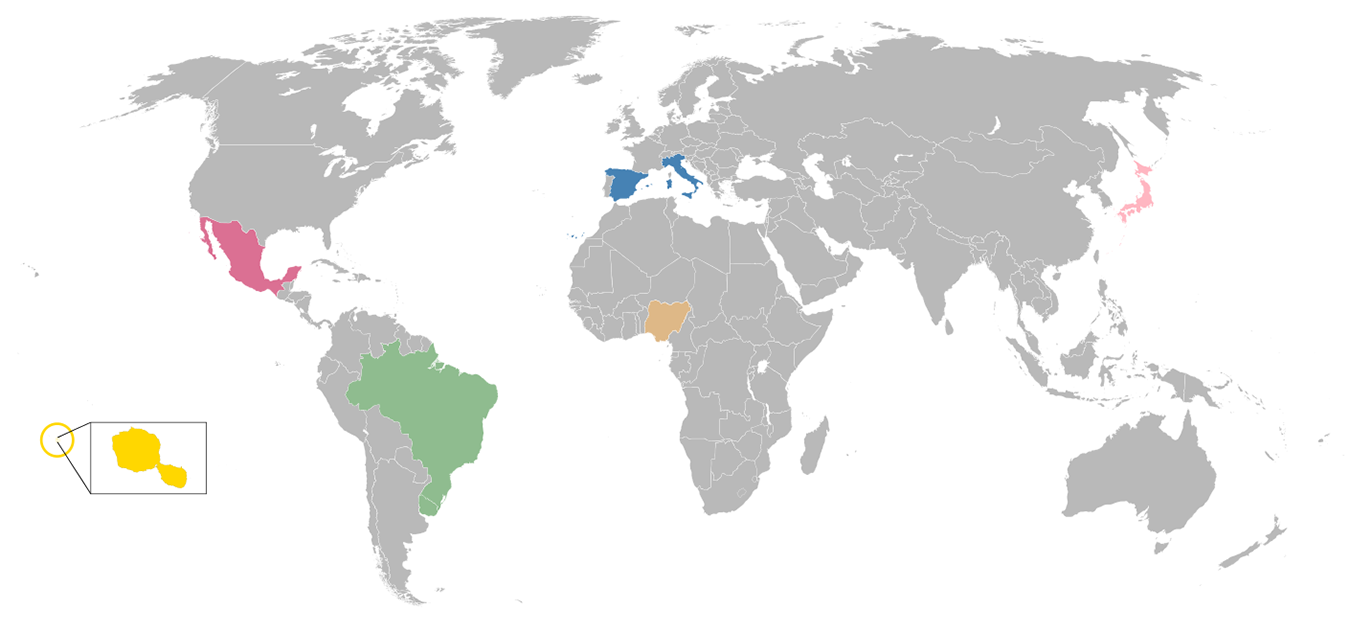
Equipes qualificadas para a competição, por confederação:
CONCACAF (México)
CONMEBOL (Brasil e Uruguai)
UEFA (Espanha e Itália)
CAF (Nigéria)
AFC (Japão)
OFC (Taiti)

Durante o sorteio, Atala errou ao tirar as bolinhas e causou uma grande confusão na formação dos grupos. Ao invés de sortear a posição do Uruguai no Grupo B, ele sorteou uma das bolinhas do pote do Grupo A, o que confundiu o secretário geral da FIFA, Jérôme Valcke. Para consertar o erro, ele colocou o Uruguai na posição B2, que foi a última bolinha que sobrou do sorteio do grupo da Espanha. Já no grupo do Brasil, o erro foi consertado colocando-se o México, último sorteado da chave da Seleção para ficar na posição que havia sido sorteada erroneamente.
O evento teve duração de 40 minutos e contou com shows musicais de Arlindo Cruz, Maria Gadú e da ONG Meninos do Morumbi.
A divulgação final da tabela de jogos foi determinada ao final do sorteio.

### Bola
Durante o sorteio, a bola oficial do torneio foi apresentada pelo ex-jogador brasileiro Cafu. Fabricada pela Adidas, ela chamou-se "Cafusa", que significa a expressão "cafuzo", usada para designar no Brasil os indivíduos que nasceram da miscigenação entre índios e negros. Também deriva-se de uma mistura de três palavras que representam o país: "carnaval", "futebol" e "samba".

## Cerimônias

### Abertura

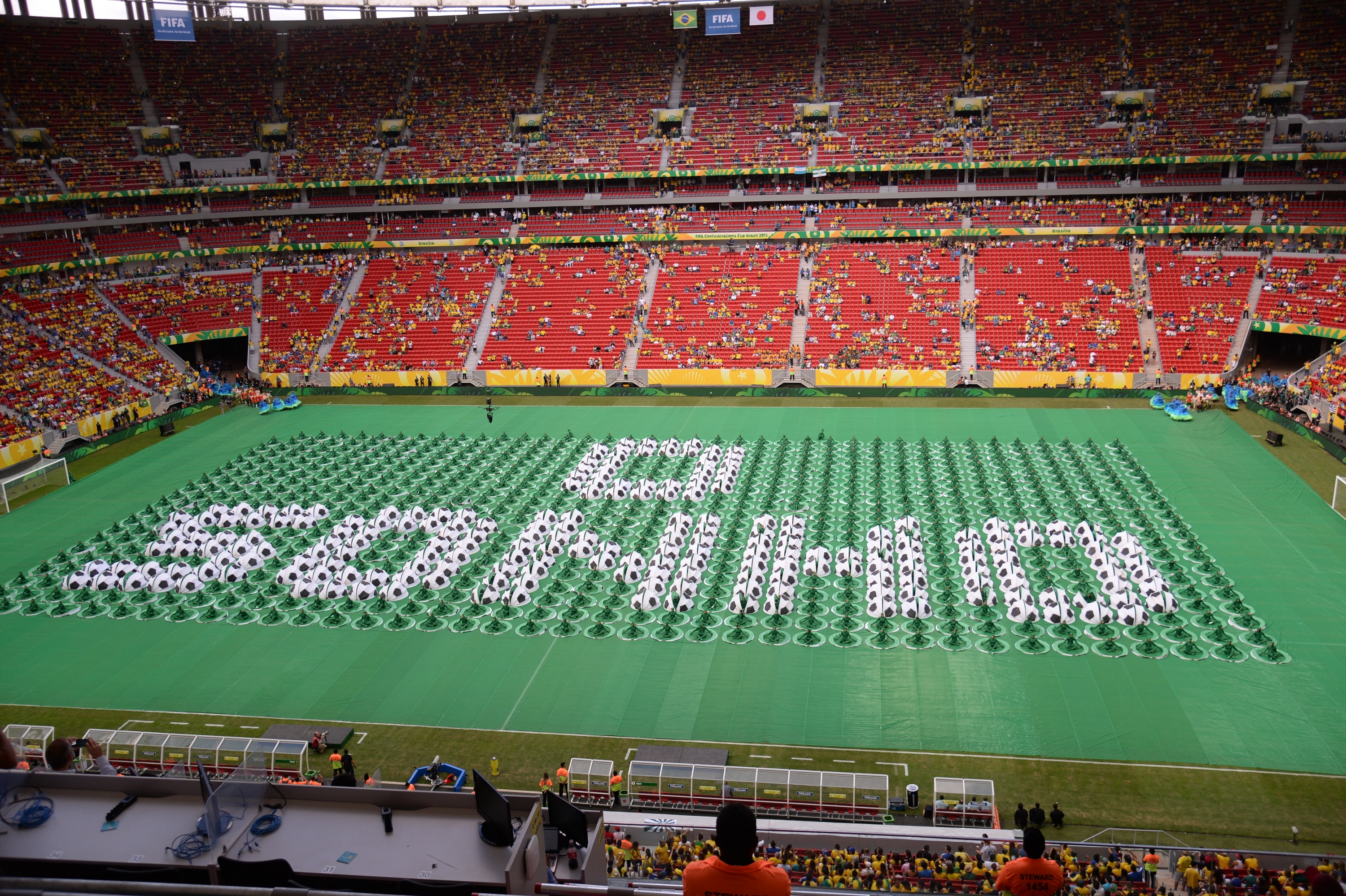
Cerimônia de abertura da Copa das Confederações no Estádio Nacional Mané Garrincha. Foto: Fabio Rodrigues Pozzebom/ABr.

A cerimônia de abertura teve uma apresentação comandada pelo carnavalesco Paulo Barros. Ela começou por volta das 14:30 (UTC−3), uma hora e meia antes da partida de abertura, e durou cerca de 20 minutos. A festa, que exaltou as oito seleções participantes da competição através de uma homenagem à cultura dos oito países participantes, contou com a participação de 2,8 mil voluntários.
Sobre a cerimônia, o idealizador fez a seguinte explicação:
| “ | "Quando recebi o convite do banco de eventos para participar da abertura da Copa das Confederações, fiquei bastante aflito. Seria minha primeira experiência em um evento que não 'anda'. (...) produzir uma festa em um campo de futebol, sem poder usar qualquer elemento de [sic] agredisse o campo, entrar e sair por acessos limitados. Quando crio carros alegóricos, tenho tempo suficiente para treinar e fazer com que seus componentes aprendam por repetição toda a coreografia programada pelos coreógrafos. Na Copa o tempo é limitado. A preocupação com a perfeição foi uma grande dor de cabeça. A disponibilidade do voluntariado é diferente da paixão do carnaval. É muito difícil para minha alma trabalhar com a possibilidade de erros..." | ” |
|   | — Paulo Barros. |   |

A cerimônia foi marcada por vaias do público ao presidente da FIFA, Joseph Blatter, e à presidente do Brasil, Dilma Rousseff. Pouco após a abertura oficial do torneio, várias hashtags foram postadas na rede social Twitter sobre a presidente do Brasil, o que fez o assunto alcançar o "Top 10" dos trending topics do dia.

### Encerramento

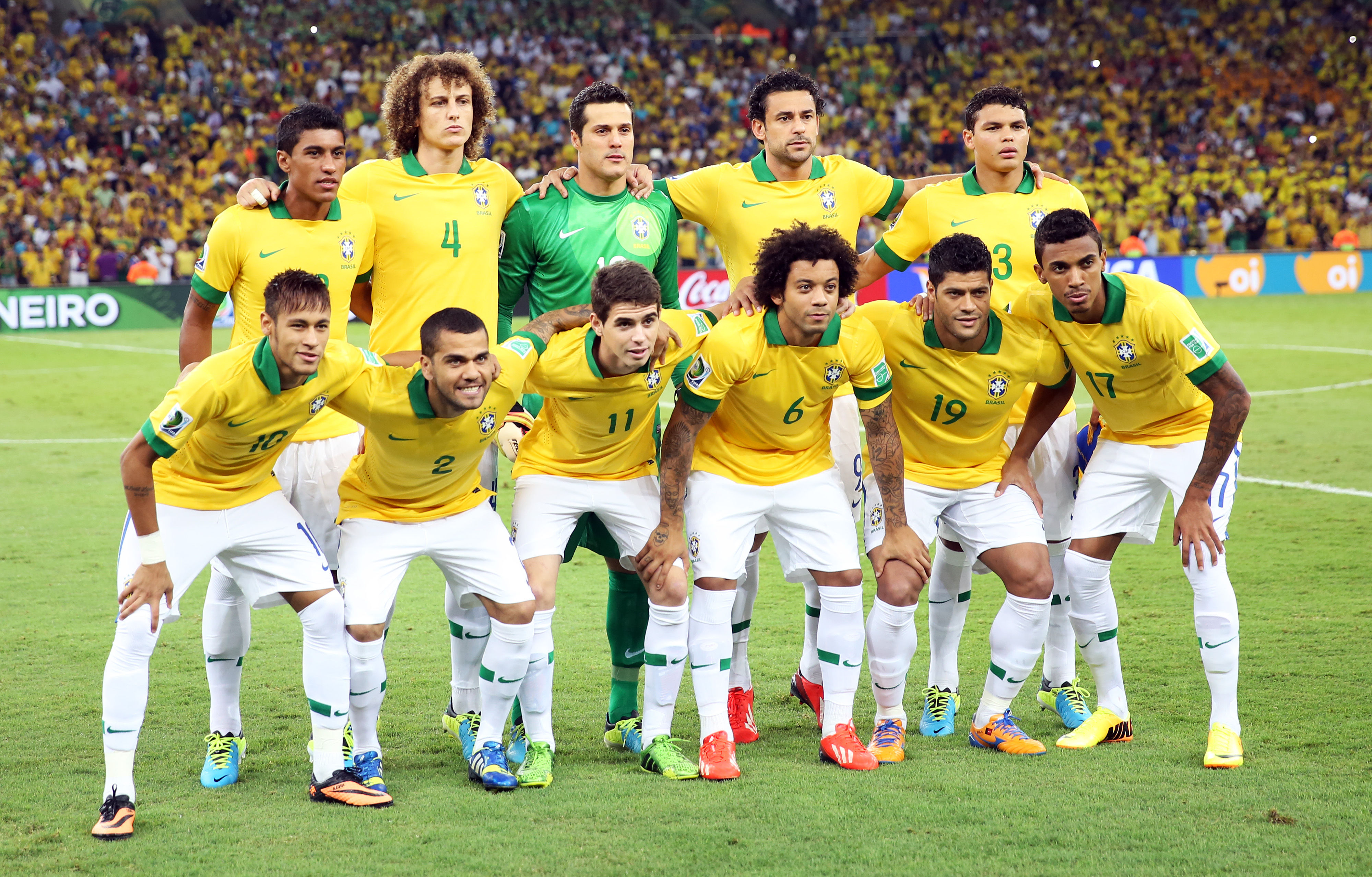
Seleção do Brasil antes da partida final (foto:Danilo Borges/Portal da Copa)

A cerimônia de encerramento da competição iniciou-se às 17:25 locais (UTC-3), a pouco mais de uma hora e meia da partida final, e durou 18 minutos. Com o tema "Juntos num só ritmo", a apresentação contou com 1 250 voluntários que usavam uma fantasia que sugeria uma bola, como se fossem "joaninhas" nas cores preto e branca. Os ensaios para a apresentação na final começaram no dia 3 de junho sob coordenação do Comitê Organizador Local (COL).
Na parte musical, a cerimônia contou com shows de Ivete Sangalo, Jorge Ben Jor, da dupla sertaneja Victor & Leo, além de Arlindo Cruz e a bateria da escola de samba Grande Rio.
Na parte final da apresentação, dois figurantes que participavam da cerimônia no gramado tentaram mostrar uma faixa de protesto com a mensagem "Imediata anulação da privatização do Maracanã", mas foram rapidamente repreendidos pelos seguranças. Um terceiro figurante também aproveitou a ocasião para protestar contra a homofobia.

## Protestos e incidentes

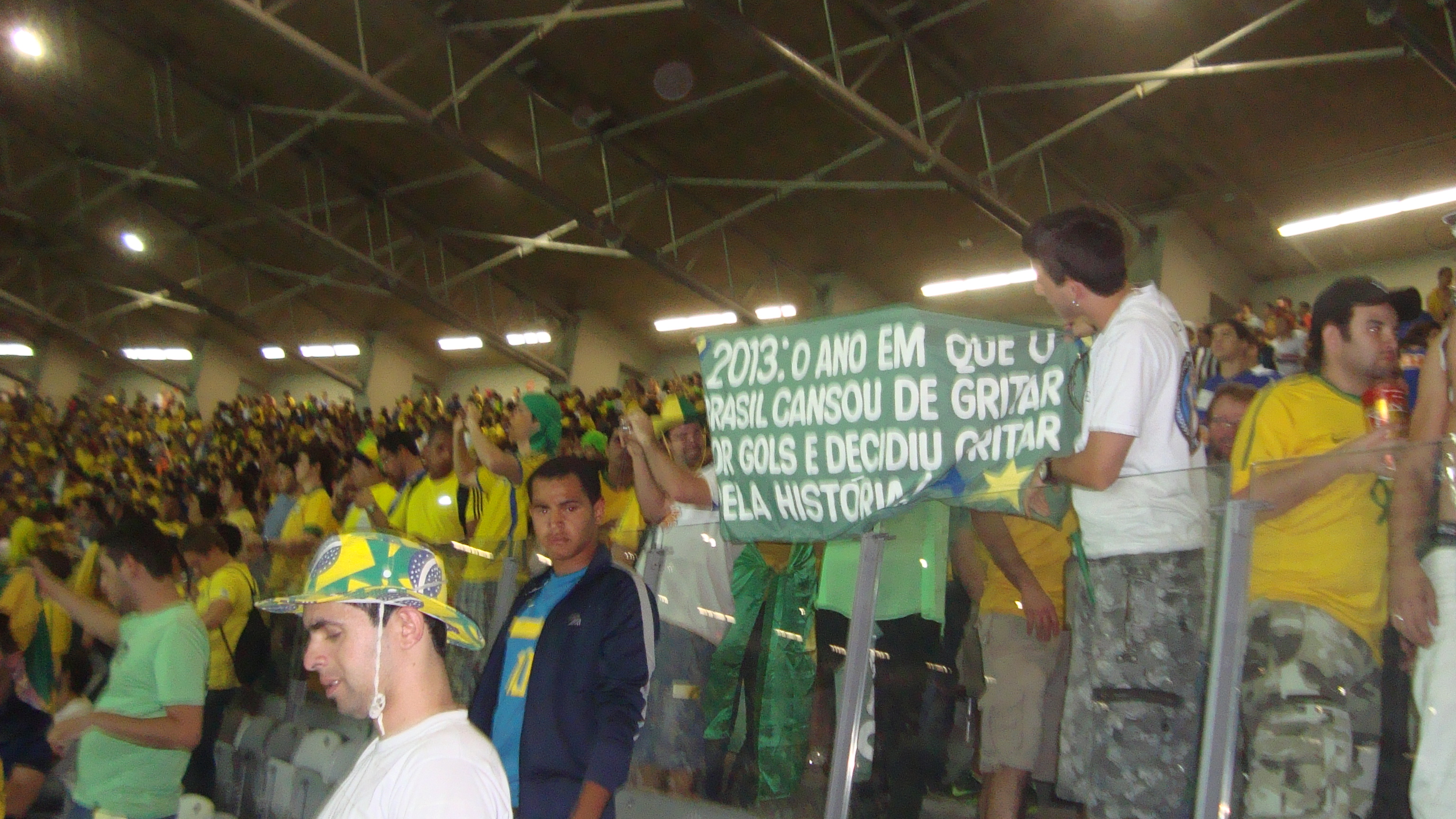
Espectadoras estendem faixa de protesto no Mineirão durante a semifinal Brasil-Uruguai

Durante a competição, uma série de protestos iniciaram-se por todo o país provocado pelo aumento dos preços dos bilhetes nos transportes públicos, e posteriormente o crescente descontentamento com o poder público na gestão financeira do país pelo governo, especialmente devido à alta inflação e corrupção.
Antes da cerimônia de abertura no Estádio Nacional de Brasília Mané Garrincha, em 15 de junho, manifestações ocorreram fora do estádio, organizado por pessoas descontentes com a quantidade de dinheiro público gasto para permitir a realização da Copa do Mundo FIFA de 2014. A polícia usou gás lacrimogêneo e spray de pimenta para conter os protestos, gerando mais insatisfação popular. Mais protestos ocorreram no dia seguinte antes do jogo entre México e Itália, no Rio de Janeiro.
Enquanto os protestos se intensificavam durante a semana, com a participação de mais de um milhão de pessoas às ruas em mais de cem cidades diferentes, surgiram relatos de que a FIFA estaria pensando em suspender a Copa das Confederações e que algumas delegações teriam solicitado o cancelamento da competição por falta de segurança. No entanto, um comunicado da FIFA em 21 de junho insistiu que "em nenhum momento a FIFA, o Comitê Organizador Local (COL) ou o Governo Federal discutiram ou sequer consideraram o cancelamento da Copa das Confederações da FIFA".
Para além dos protestos diários nas imediações dos estádios, incluindo apedrejamentos e incêndio a dois ônibus da FIFA, outros incidentes ocorreram durante a prova, como uma inundação no Aeroporto Internacional de Salvador e dificuldades para treino da seleção do Uruguai na capital baiana, o assalto à mão armada que teve como vítima a esposa do goleiro Júlio César, Susana Werner, em Fortaleza, e um suposto furto à delegação da Espanha e problemas relacionados aos treinamentos do Uruguai ocasionados pelas fortes chuvas que alagaram o Estádio do Arruda no Recife.

## Sedes
Em 12 de maio de 2011, foi divulgada uma lista com as cinco cidades sedes do torneio, a qual deveria ser confirmada, oficialmente, em 29 de julho. Porém, a FIFA adiou a decisão para outubro do mesmo ano.  Duas cidades foram excluídas do páreo por atrasos em seus projetos, São Paulo, a maior cidade do país, e Natal, que seria a única sede da Copa de 2014 no Nordeste brasileiro a não abrigar a Copa das Confederações. Em 20 de outubro, foram anunciadas como sedes as cidades de Belo Horizonte, Fortaleza, Brasília e Rio de Janeiro. Recife e Salvador entraram como possíveis sedes desde que avançassem no andamento das obras.
A tabela de jogos da competição foi apresentada em 30 de maio de 2012 com as seis cidades-sede previamente estabelecidas. Em 8 de novembro de 2012 a FIFA e o Comitê Organizador Local confirmou todas as cidades previstas na Copa das Confederações, sendo a primeira vez que a competição contaria com seis cidades-sede.
| Belo Horizonte                         | Belo Horizonte Brasília Fortaleza Rio de Janeiro Recife SalvadorLocalização das cidades | Brasília                                           |
| -------------------------------------- | --------------------------------------------------------------------------------------- | -------------------------------------------------- |
| Estádio Mineirão Capacidade: 57 483    | Belo Horizonte Brasília Fortaleza Rio de Janeiro Recife SalvadorLocalização das cidades | Estádio Nacional Mané Garrincha Capacidade: 68 009 |
| Fortaleza                              | Belo Horizonte Brasília Fortaleza Rio de Janeiro Recife SalvadorLocalização das cidades | Recife                                             |
| Estádio Castelão Capacidade: 58 704    | Belo Horizonte Brasília Fortaleza Rio de Janeiro Recife SalvadorLocalização das cidades | Arena Pernambuco Capacidade: 42 849                |
| Rio de Janeiro                         | Belo Horizonte Brasília Fortaleza Rio de Janeiro Recife SalvadorLocalização das cidades | Salvador                                           |
| Estádio do Maracanã Capacidade: 73 531 | Belo Horizonte Brasília Fortaleza Rio de Janeiro Recife SalvadorLocalização das cidades | Arena Fonte Nova Capacidade: 52 048                |

## Arbitragem
Em 13 de maio de 2013 a FIFA divulgou os dez trios de árbitragem que atuaram na Copa:
| Árbitros             | Assistentes                                       |
| AFC                  | AFC                                               |
| -------------------- | ------------------------------------------------- |
| UZB Ravshan Irmatov  | UZB Abdukhamidullo Rasulov KGZ Bakhadyr Kochkarov |
| JPN Yuichi Nishimura | JPN Toru Sagara JPN Toshiyuki Nagi                |
| CAF                  |                                                   |
| ALG Djamel Haimoudi  | MAR Redouane Achik ALG Abdelhak Etchiali          |
| CONCACAF             |                                                   |
| SLV Joel Aguilar     | SLV William Torres SLV Juan Zumba                 |

| Árbitros          | Assistentes                               |
| CONMEBOL          | CONMEBOL                                  |
| ----------------- | ----------------------------------------- |
| ARG Diego Abal    | ARG Hernán Maidana ARG Juan Pablo Belatti |
| CHI Enrique Osses | CHI Carlos Astroza CHI Sergio Román       |
| UEFA              |                                           |
| GER Felix Brych   | GER Mark Borsch GER Stefan Lupp           |
| POR Pedro Proença | POR Bertino Miranda POR José Trigo        |
| NED Björn Kuipers | NED Sander van Roekel NED Erwin Zeinstra  |
| ENG Howard Webb   | ENG Michael Mullarkey ENG Darren Cann     |

## Transmissão

### Em Portugal
Em Portugal, a prova foi emitida pela RTP.

### No Brasil
No Brasil, a competição foi transmitida pela Rede Globo e Rede Bandeirantes em TV aberta e pelo SporTV em TV por assinatura. Apesar da SporTV negar os direitos de transmissão para a ESPN Brasil,
 a emissora contornou com o programa Cabeça no Jogo, onde durante as partidas Marcelo Duarte comandava uma equipe de cinco comentaristas que falava sobre o jogo.
 Pela internet, a transmissão foi feita pelo GloboEsporte.com.
Por rádio, as seguintes emissoras transmitiram a competição:
| - Rádio Bandeirantes/BandNews FM (Cadeia Verde-Amarela) - CBN - Jovem Pan - Rede Transamérica - Rádio Globo - Bradesco Esportes FM - Super Rádio Tupi - Rádio Nacional - Rádio Manchete | - Rádio Itatiaia - Rádio Gaúcha - Rádio Brasil Sul - Rádio Paiquerê - Rádio 730 - Rádio Jornal - Rádio Olinda | - Rádio Liberdade - Rádio Metrópole - Rádio Sociedade - Rádio Verdes Mares - Rádio Jornal - Rádio Clube do Pará - Rádio Cultura (Miracema)/Rede Nossa Copa |

## Resumo do torneio

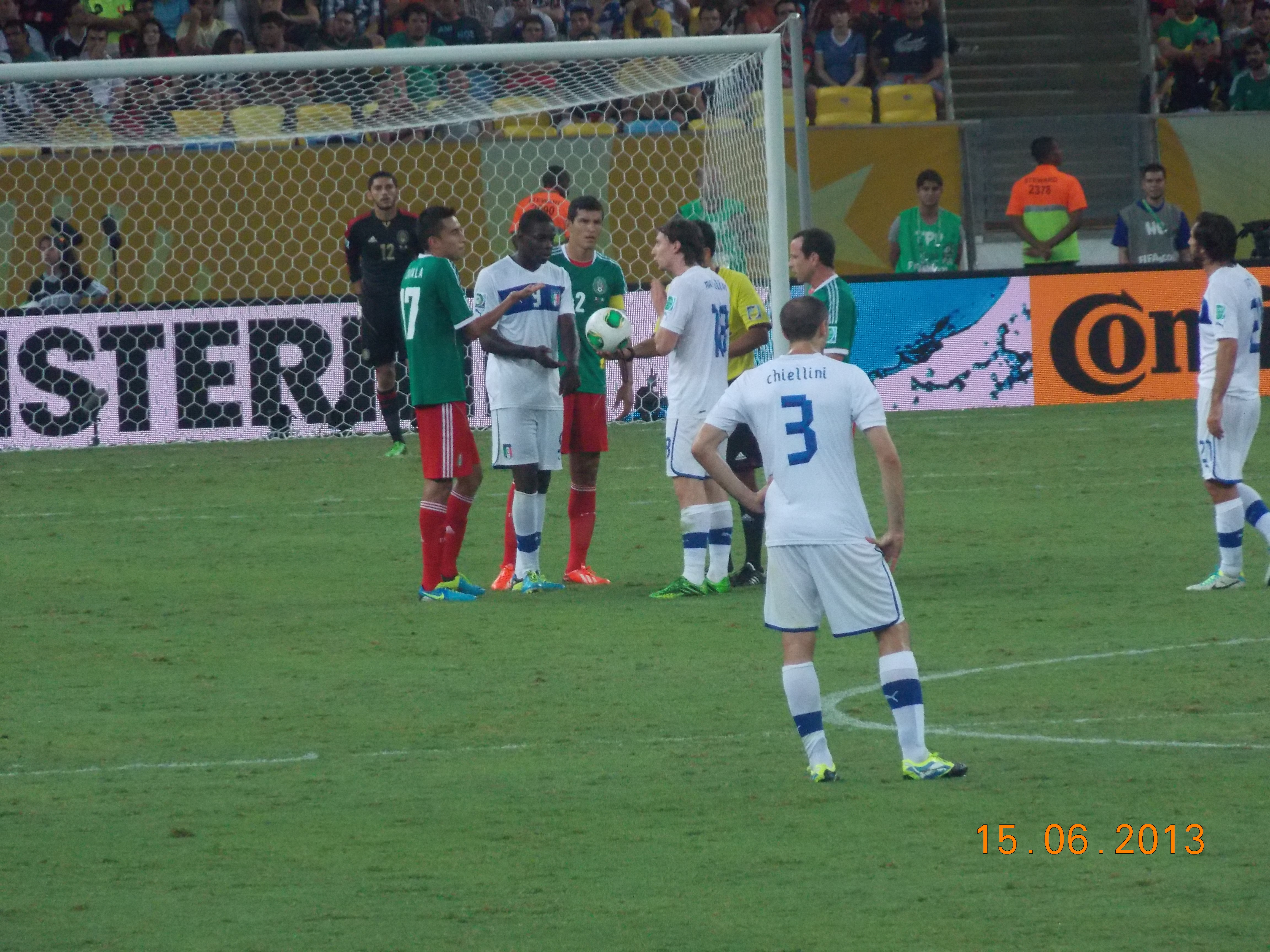
México e Itália se enfrentaram no Maracanã pela primeira fase

### Primeira fase
O Grupo A se definia logo na segunda rodada com as classificações de Brasil, que vencera seus dois jogos marcando 5 gols e não levando nenhum, e Itália, com duas vitórias apertadas por apenas um gol de diferença. No jogo entre as duas equipes, os brasileiros garantiram o primeiro lugar ao bater os italianos por folgados 4 a 2. A partida remanescente entre os eliminados México e Japão viu vitória mexicana por 2 a 1, com Javier Hernández marcando dois gols e desperdiçando um pênalti.
No grupo B, a semi-profissional equipe do Taiti garantiu a simpatia do público brasileiro enquanto sofria derrotas por goleada, levando 24 gols e marcando apenas um. A campeã mundial Espanha venceu todos os seus jogos para garantir a liderança do grupo, aplicando a maior goleada da história da Copa das Confederações, seguidos pelo Uruguai, que venceu por 2 a 1 o confronto com a terceira colocada Nigéria.

### Semifinais
A semifinal entre Brasil e Uruguai garantiu um recorde de público no reinaugurado Mineirão, com 57.483 pagantes. A partida disputada via os brasileiros sem muitas oportunidades de ataque diante de muitos avanços uruguaios, com direito a um pênalti em Diego Forlán aos doze minutos que Júlio César defendeu. Fred abriu o placar no final do primeiro tempo, e Edinson Cavani empatou logo aos dois minutos do segundo. Nos minutos finais da etapa complementar, Paulinho fez um gol de cabeça que garantia a presença brasileira na final.
No dia seguinte, no Castelão, Espanha e Itália se reencontravam um ano após a final da Eurocopa entre ambos. Os italianos atacavam mais, sendo impedidos por inúmeras defesas do goleiro Iker Casillas. O forte calor cearense afetou as equipes, que não conseguiram marcar gols no tempo regulamentar e prorrogação. O jogo se resolveu em uma longa série de  pênaltis, com doze cobranças convertidas antes de Leonardo Bonucci errar seu chute e Jesús Navas garantir a vitória espanhola.

### Final e disputa de terceiro
O dia 30 de junho abriu com a disputa de terceiro entre Itália e Uruguai em Salvador, com o horário de 13 horas sob o forte sol da Bahia garantindo críticas do goleiro Gianluigi Buffon. Os italianos chegaram a abrir vantagem duas vezes, em ambas com o atacante uruguaio Cavani empatando em seguida. Na prorrogação, os uruguaios partiram para o ataque após a expulsão do italiano Riccardo Montolivo, mas não conseguiram desempatar para impedir a disputa de pênaltis. Buffon defendeu três cobranças uruguaias para garantir o bronze para os italianos.
A final no Maracanã marcava o primeiro jogo entre Brasil e Espanha desde 1999, com os espanhóis sendo considerados favoritos antes da partida, por liderarem o ranking da FIFA, e estarem invictos em competições oficiais desde 2010, garantindo no período títulos da Copa do Mundo e Eurocopa. Os brasileiros dominaram a partida, com Fred marcando com apenas dois minutos de jogo, e Neymar ampliou pouco antes do intervalo. No segundo tempo, Fred marcou o terceiro gol do Brasil logo no primeiro minuto, e pouco depois a Espanha perdeu a chance de diminuir com Sergio Ramos desperdiçando um pênalti. O esquema tiki-taka espanhol não funcionava, com muitos passes errados, espaços para os contra-ataques, e faltas desnecessárias, com uma levando à expulsão do zagueiro Gerard Piqué. A vitória brasileira garantiu o terceiro título consecutivo da Copa das Confederações, e quebrou uma série invicta de 26 jogos dos espanhóis.

## Fase de grupos
Todas as partidas seguem o fuso horário de Brasília (UTC−3).
|  | Zona de classificação à fase final |
|  | Zona de eliminação                 |

### Grupo A
| Pos. | Seleção | Pts | J | V | E | D | GP | GC | SG |
| ---- | ------- | --- | - | - | - | - | -- | -- | -- |
| 1    | Brasil  | 9   | 3 | 3 | 0 | 0 | 9  | 2  | +7 |
| 2    | Itália  | 6   | 3 | 2 | 0 | 1 | 8  | 8  | 0  |
| 3    | México  | 3   | 3 | 1 | 0 | 2 | 3  | 5  | –2 |
| 4    | Japão   | 0   | 3 | 0 | 0 | 3 | 4  | 9  | –5 |

| 15 de junho | Brasil                              | 3 – 0     | Japão | Estádio Nacional, Brasília                 |
| 16:00       | Neymar 3' · Paulinho 48' · Jô 90+3' | Relatório |       | Público: 67 423 Árbitro: POR Pedro Proença |

| 16 de junho | México              | 1 – 2     | Itália                    | Estádio do Maracanã, Rio de Janeiro        |
| 16:00       | Hernández 34' (pen) | Relatório | Pirlo 27' · Balotelli 78' | Público: 73 123 Árbitro: CHI Enrique Osses |

| 19 de junho | Brasil               | 2 – 0     | México | Estádio Castelão, Fortaleza              |
| 16:00       | Neymar 9' · Jô 90+3' | Relatório |        | Público: 57 804 Árbitro: ENG Howard Webb |

| 19 de junho | Itália                                                                | 4 – 3     | Japão                                      | Arena Pernambuco, Recife                |
| 19:00       | De Rossi 41' · Uchida 50' (g.c.) · Balotelli 52' (pen) · Giovinco 86' | Relatório | Honda 21' (pen) · Kagawa 33' · Okazaki 69' | Público: 40 489 Árbitro: ARG Diego Abal |

| 22 de junho | Itália                          | 2 – 4     | Brasil                                   | Arena Fonte Nova, Salvador                   |
| 16:00       | Giaccherini 51' · Chiellini 71' | Relatório | Dante 45+1' · Neymar 55' · Fred 66', 89' | Público: 48 874 Árbitro: UZB Ravshan Irmatov |

| 22 de junho | Japão       | 1 – 2     | México             | Estádio Mineirão, Belo Horizonte         |
| 16:00       | Okazaki 86' | Relatório | Hernández 54', 66' | Público: 52 690 Árbitro: GER Felix Brych |

### Grupo B
| Pos. | Seleção | Pts | J | V | E | D | GP | GC | SG  |
| ---- | ------- | --- | - | - | - | - | -- | -- | --- |
| 1    | Espanha | 9   | 3 | 3 | 0 | 0 | 15 | 1  | +14 |
| 2    | Uruguai | 6   | 3 | 2 | 0 | 1 | 11 | 3  | +8  |
| 3    | Nigéria | 3   | 3 | 1 | 0 | 2 | 7  | 6  | +1  |
| 4    | Taiti   | 0   | 3 | 0 | 0 | 3 | 1  | 24 | –23 |

| 16 de junho | Espanha                 | 2 – 1     | Uruguai    | Arena Pernambuco, Recife                      |
| 19:00       | Pedro 20' · Soldado 32' | Relatório | Suárez 88' | Público: 41 705 Árbitro: JPN Yuichi Nishimura |

| 17 de junho | Taiti        | 1 – 6     | Nigéria                                                                         | Estádio Mineirão, Belo Horizonte          |
| 16:00       | J. Tehau 54' | Relatório | Vallar 5' (g.c.) · Oduamadi 10', 26', 76' · J. Tehau 69' (g.c.) · Echiéjilé 80' | Público: 20 187 Árbitro: SLV Joel Aguilar |

| 20 de junho | Espanha                                                                          | 10 – 0    | Taiti | Estádio do Maracanã, Rio de Janeiro          |
| 16:00       | Torres 5', 33', 57', 78' · David Silva 31', 89' · Villa 39', 49', 64' · Mata 66' | Relatório |       | Público: 71 806 Árbitro: ALG Djamel Haimoudi |

| 20 de junho | Nigéria   | 1 – 2     | Uruguai                 | Arena Fonte Nova, Salvador                 |
| 19:00       | Mikel 37' | Relatório | Lugano 19' · Forlán 51' | Público: 26 769 Árbitro: NED Björn Kuipers |

| 23 de junho | Nigéria | 0 – 3     | Espanha                   | Estádio Castelão, Fortaleza               |
| 16:00       |         | Relatório | Alba 3', 88' · Torres 62' | Público: 51 263 Árbitro: SLV Joel Aguilar |

| 23 de junho | Uruguai                                                                         | 8 – 0     | Taiti | Arena Pernambuco, Recife                   |
| 16:00       | Hernández 2', 24', 45+1', 67' (pen) · Pérez 27' · Lodeiro 61' · Suárez 82', 90' | Relatório |       | Público: 22 047 Árbitro: POR Pedro Proença |

## Fase final
|  | Semifinais                   | Semifinais              |   |                        | Final                        | Final |  |
|  |                              |                         |   |                        |                              |       |  |
|  | 26 de junho – Belo Horizonte |                         |   |                        |                              |       |  |
|  | Brasil                       | 2                       |   |                        |                              |       |  |
|  | Uruguai                      | 1                       |   |                        |                              |       |  |
|  |                              |                         |   |                        |                              |       |  |
|  |                              |                         |   |                        | 30 de junho – Rio de Janeiro |       |  |
|  |                              |                         |   |                        | Brasil                       | 3     |  |
|  |                              | Espanha                 | 0 |                        |                              |       |  |
|  |                              |                         |   |                        |                              |       |  |
|  |                              |                         |   |                        |                              |       |  |
|  |                              |                         |   |                        | Terceiro lugar               |       |  |
|  | 27 de junho – Fortaleza      | 27 de junho – Fortaleza |   | 30 de junho – Salvador | 30 de junho – Salvador       |       |  |
|  | Espanha (pen)                | 0 (7)                   |   | Uruguai                | 2 (2)                        |       |  |
|  | Itália                       | 0 (6)                   |   |                        | Itália (pen)                 | 2 (3) |  |

### Semifinais
| 26 de junho | Brasil                  | 2 – 1     | Uruguai    | Estádio Mineirão, Belo Horizonte           |
| 16:00       | Fred 41' · Paulinho 86' | Relatório | Cavani 48' | Público: 57 483 Árbitro: CHI Enrique Osses |

| 27 de junho | Espanha | 0 – 0 (pro) | Itália | Estádio Castelão, Fortaleza              |
| 16:00       |         | Relatório   |        | Público: 56 083 Árbitro: ENG Howard Webb |

|                                                     |       | Penalidades                                                 |  |
| Xavi Iniesta Piqué Sergio Ramos Mata Busquets Navas | 7 – 6 | Candreva Aquilani De Rossi Giovinco Pirlo Montolivo Bonucci |  |

### Disputa pelo terceiro lugar
| 30 de junho | Uruguai         | 2 – 2 (pro) | Itália                    | Arena Fonte Nova, Salvador                   |
| 13:00       | Cavani 58', 78' | Relatório   | Astori 24' · Diamanti 73' | Público: 43 382 Árbitro: ALG Djamel Haimoudi |

|                                      |       | Penalidades                                 |  |
| Forlán Cavani Suárez Cáceres Gargano | 2 – 3 | Aquilani El Shaarawy De Sciglio Giaccherini |  |

### Final

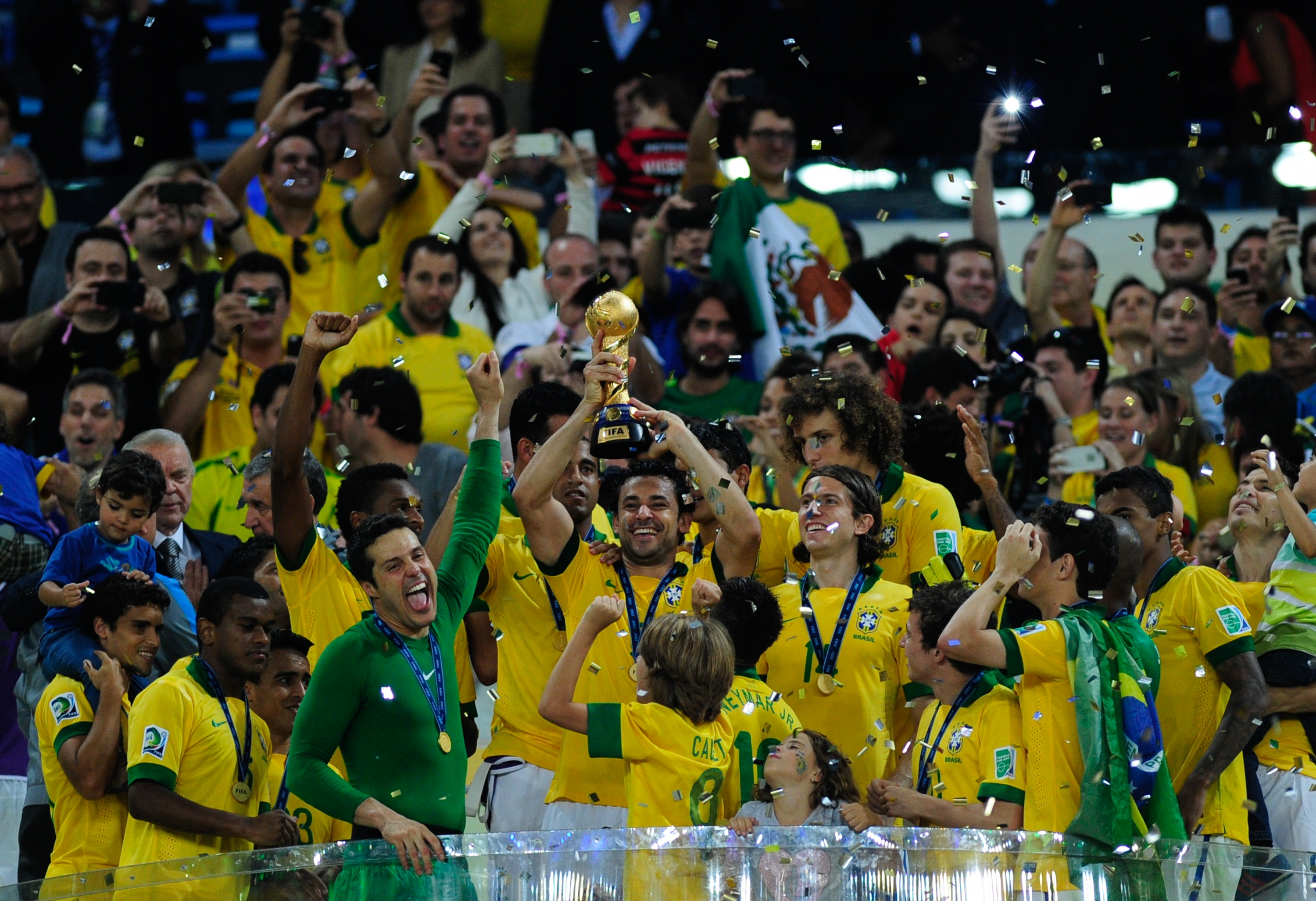
Festa da Seleção Brasileira ao levantar a taça do campeonato.

| 30 de junho | Brasil                    | 3 – 0     | Espanha | Estádio do Maracanã, Rio de Janeiro        |
| 19:00       | Fred 2', 47' · Neymar 44' | Relatório |         | Público: 73 531 Árbitro: NED Björn Kuipers |

## Premiações
| Copa das Confederações FIFA de 2013 |
| Brasil                              |
| ----------------------------------- |
| BRASIL Campeão (4..º título)        |

| Troféu FIFA Fair Play | Bola de Ouro       | Chuteira de Ouro       | Luva de Ouro    |
| --------------------- | ------------------ | ---------------------- | --------------- |
| Espanha               | BRA Neymar         | ESP Fernando Torres[a] | BRA Júlio César |
| Espanha               | Bola de Prata      | Chuteira de Prata      | BRA Júlio César |
| Espanha               | ESP Andrés Iniesta | BRA Fred               | BRA Júlio César |
| Espanha               | Bola de Bronze     | Chuteira de Bronze     | BRA Júlio César |
| Espanha               | BRA Paulinho       | BRA Neymar             | BRA Júlio César |

- a. ^ Fernando Torres venceu o prêmio Chuteira de Ouro no desempate. Torres e Fred marcaram cinco gols e deram uma assistência cada, mas o espanhol atuou menos tempo que o brasileiro.[75]

### Equipe do campeonato
Fonte:
| Goleiro         | Defensores       | Meio-campistas     | Atacantes           |
| --------------- | ---------------- | ------------------ | ------------------- |
| BRA Júlio César | BRA Daniel Alves | ESP Andrés Iniesta | BRA Neymar          |
| BRA Júlio César | ESP Sergio Ramos | ITA Andrea Pirlo   | ESP Fernando Torres |
| BRA Júlio César | BRA Thiago Silva | BRA Paulinho       | BRA Fred            |
| BRA Júlio César | BRA David Luiz   | —                  | —                   |

| Treinador               |
| ----------------------- |
| BRA Luiz Felipe Scolari |

## Estatísticas

### Artilharia
Fonte:
| 5 gols (2) - BRA Fred - ESP Fernando Torres 4 gols (2) - BRA Neymar - URU Abel Hernández 3 gols (5) - ESP David Villa - MEX Javier Hernández - NGA Nnamdi Oduamadi - URU Edinson Cavani - URU Luis Suárez 2 gols (6) - BRA Jô - BRA Paulinho - ESP Jordi Alba 2 gols (continuação) - ESP David Silva - ITA Mario Balotelli - JPN Shinji Okazaki 1 gol (20) - BRA Dante - ESP Juan Mata - ESP Pedro - ESP Roberto Soldado - ITA Alessandro Diamanti - ITA Andrea Pirlo - ITA Daniele De Rossi - ITA Davide Astori - ITA Emanuele Giaccherini - ITA Giorgio Chiellini | 1 gol (continuação) - ITA Sebastian Giovinco - JPN Keisuke Honda - JPN Shinji Kagawa - NGA John Obi Mikel - NGA Uwa Elderson Echiéjilé - TAH Jonathan Tehau - URU Diego Forlán - URU Diego Lugano - URU Diego Pérez - URU Nicolás Lodeiro Gols contra (3) - JPN Atsuto Uchida (a favor da Itália) - TAH Jonathan Tehau (a favor da Nigéria) - TAH Nicolas Vallar (a favor da Nigéria) |